# مايك جرير
مايك جرير (بالإنجليزية: Mike Grier)‏ (و. 1975  م) هو لاعب هوكي الجليد أمريكي، ولد في ديترويت، مركز لعبه هو جناح ‏.

## التعليم
تعلم في جامعة بوسطن.

## روابط خارجية
- مايك جرير على موقع دوري الهوكي الوطني (الإنجليزية)
- مايك جرير على موقع قاعة مشاهير الهوكي (لاعب أن.إتش.أل) (الإنجليزية)
- مايك جرير على موقع EliteProspects.com (الإنجليزية)
- مايك جرير على موقع HockeyDB.com (الإنجليزية)
- مايك جرير على موقع Hockey-Reference.com (الإنجليزية)